# 李口镇 (郏县)
李口镇，是中华人民共和国河南省平顶山市郏县下辖的一个乡镇级行政单位。

## 行政区划
李口镇下辖以下地区：
东北村、西南村、东南村、西北村、张店东村、张店西村、张店南村、张沟村、昝家村、郭楼村、王辛庄村、老昝庄村、大张庄村、寺杨村、林庄村、小昝庄村、马庄村、韦楼村、袁庄村、白龙庙村、阎集村、周庄村和周沟村。

## 中国传统村落
2012年，张店村被评为首批“中国传统村落”。